# Augochlora albiceps
Augochlora albiceps är en biart som beskrevs av Heinrich Friese 1925. Augochlora albiceps ingår i släktet Augochlora och familjen vägbin. Inga underarter finns listade.